# Paula Prentiss
Paula Prentiss (4 maart 1939) is een Amerikaans actrice.
Prentiss werd in 1958 ontdekt en kreeg toen een contract bij Metro-Goldwyn-Mayer. In deze tijd speelde ze in een reeks komische films met acteur Jim Hutton. Ze was in de jaren 60 een van de grootste komieken, bekend door haar acteerstijl en bruine lokken.
Prentiss vond het leventje in Hollywood nooit zo aantrekkelijk en ging met pensioen in 1981, vooral vanwege ziekte en haar gezin met Richard Benjamin.

## Filmografie
- 1960:Where the Boys Are
- 1961:The Honeymoon Machine
- 1961:Bachelor in Paradise
- 1962:The Horizontal Lieutenant
- 1963:Follow the Boys
- 1964:Man's Favorite Sport?
- 1964:The World of Henry Orient
- 1964:Looking for Love
- 1965:In Harm's Way
- 1965:What's New, Pussycat
- 1970:Catch-22
- 1970:Move
- 1971:Born to Win
- 1972:Last of the Red Hot Lovers
- 1974:Crazy Joe
- 1974:The Parallax View
- 1975:The Stepford Wives
- 1980:The Black Marble
- 1981:Saturday the 14th
- 1981:Buddy Buddy

- Bibsys: 4015867
- Bibliothèque nationale de France: cb140297754 (data)
- Gemeinsame Normdatei: 141570164
- International Standard Name Identifier: 0000 0000 2658 3196
- Library of Congress Control Number: n87921591
- Nationale Bibliotheek van Israël: 987007318128005171
- Nederlandse Thesaurus van Auteursnamen: 25828188X
- SNAC: w6rr6479
- Système universitaire de documentation: 121156540
- Virtual International Authority File: 29732084
- WorldCat: E39PBJdh3r3x3YwRbXMCVFDH4q